# New Zealand Rugby Union
| Oficjalna nazwa    | New Zealand Rugby Union                                       |
| Polska nazwa       | Nowozelandzki Związek Rugby                                   |
| Data założenia     | 1892                                                          |
| Członek IRB od     | 1949                                                          |
| Siedziba           | 1 Hinemoa Street Harbour Quays Wellington 6011, Nowa Zelandia |
| Prezes             | Steve Tew                                                     |
| Strona internetowa | nzru.co.nz                                                    |

Nowozelandzki Związek Rugby (ang. New Zealand Rugby Union) – ogólnokrajowy związek sportowy, działający na terenie Nowej Zelandii, posiadający osobowość prawną, będący jedynym prawnym reprezentantem nowozelandzkiego rugby 15-osobowego i 7-osobowego, zarówno wśród mężczyzn jak i kobiet we wszystkich kategoriach wiekowych w kraju i za granicą.

## Powstanie
Pierwsze spotkanie w sprawie powstania związku miało miejsce 7 listopada 1891, choć sam pomysł nowozelandzkiego związku przewijał się przez dyskusję od roku 1879, w spotkaniu udział wzięli reprezentanci regionalnych związków rugby: Wellington Rugby Football Union, Otago Rugby Football Union, Auckland Rugby Football Union, Wairarapa Rugby Football Union, Hawke’s Bay Rugby Union, Taranaki Rugby Football Union oraz Manawatu Rugby Football Union. Spotkanie trwało 2 dni i jego efektem była pierwsza wersja statutu wysłana do konsultacji z innymi regionalnymi związkami. Ostateczne wersja została przyjęta 16 kwietnia 1892 w obecności przedstawicieli Wellington Rugby Football Union, Auckland Rugby Football Union, Hawke’s Bay Rugby Union, Manawatu Rugby Football Union, Otago Rugby Football Union, Canterbury Rugby Football Union, Wairarapa Rugby Football Union, oraz Taranaki Rugby Football Union i wsparciu związków South Canterbury Rugby Football Union, Marlborough, Nelson, Bush Rugby Football Union, oraz Poverty Bay Rugby Football Union, których przedstawiciele nie mogli być obecni przyjęto statut. Swoje poparcie wycofały związki Otago Rugby Football Union and Canterbury Rugby Football Union, które w końcu dołączyły po 3 latach, wtedy wszystkie związki w Nowej Zelandii były pod kuratelą jednego związku.

## Członkowie
NZRU posiada 26 pełnych członków oraz 8 stowarzyszonych.

### Pełne członkostwo
- Auckland Rugby Football Union
- Bay of Plenty Rugby Union
- Buller Rugby Union
- Canterbury Rugby Football Union
- Counties Manukau Rugby Football Union
- East Coast Rugby Football Union
- Hawke’s Bay Rugby Union
- Horowhenua-Kapiti Rugby Football Union
- King Country Rugby Football Union
- Manawatu Rugby Football Union
- Mid Canterbury Rugby Union
- North Harbour Rugby Union
- North Otago Rugby Football Union
- Northland Rugby Union
- Otago Rugby Football Union
- Poverty Bay Rugby Football Union
- South Canterbury Rugby Football Union
- Rugby Southland
- Taranaki Rugby Football Union
- Tasman Rugby Union
- Thames Valley Rugby Football Union
- Waikato Rugby Union
- Wairarapa Bush Rugby Football Union
- Wanganui Rugby Football Union
- Wellington Rugby Football Union
- West Coast Rugby Football Union

### Członkowie stowarzyszeni
- New Zealand Defence Force Sports Committee
- New Zealand Marist Rugby Football Federation
- New Zealand Universities Rugby Football Council
- Rugby Union Foundation of New Zealand
- New Zealand Schools Rugby Council
- New Zealand Colleges of Education Rugby Football Federation
- New Zealand Deaf Rugby Football Union
- Rugby Museum Society of New Zealand